# الخليفية
الخُليفِيّة هي إحدى قرى مركز دمياط التابع لمحافظة دمياط بجمهورية مصر العربية.

## التاريخ
قرية الخليفية من القرى الحديثة، وأصلها من توابع ناحية الضهرة، ثم فُصلت عنها سنة 1259 هـ، ويقال لها الخُلافية.